# Rudolf Hübner
Rudolf Hübner (* 20. května 1944, Praha) je bývalý československý atlet, který se věnoval skoku do výšky.

## Sportovní kariéra
S atletikou začínal ve Spartaku Sokolovo (1958 – 1963), poté RH Praha (1964 – 65, 1969 – 1974) a Sparta Praha (1966 – 1968). Od roku 1968 Hübnera trénoval bronzový medailista z evropského šampionátu v Bernu Jaroslav Kovář. Třikrát posunul hodnotu českého rekordu 211 cm (1965) – 214 cm (1967).
Na Mistrovství Evropy v atletice 1966 v Budapešti neprošel kvalifikací. Jeho osobní rekord v hale má hodnotu 218 cm (1968), pod širým nebem 214 cm (1967).

### Evropské halové hry
Zúčastnil se prvních tří ročníků evropských halových her (předchůdce halového ME v atletice). V roce 1966, kdy se premiérový ročník EHH uskutečnil v tehdy západoněmeckém Dortmundu, obsadil Hübner ve finále 13. místo (195 cm). O rok později se konaly evropské halové hry v Praze na Výstavišti, ve sportovní hale (dnes Tesla Arena). Hübner zde skončil těsně pod stupni vítězů, na 4. místě, když překonal napodruhé 211 cm. Stejnou výšku, avšak napoprvé překonal Rudolf Baudis a získal bronz. Jen díky horšímu technickému zápisu skončil bez medaile také na EHH v roce 1968 v Madridu, kde vybojoval výkonem 214 cm znovu 4. místo.

### Olympijské hry
V roce 1968 reprezentoval na letních olympijských hrách v Ciudad de México, kde v kvalifikaci skočil 206 cm a do finále nepostoupil, stejně jako další československý výškař Jaroslav Alexa (209 cm). K postupu do finále bylo potřeba překonat 212 cm.

## Soukromý život
Po ukončení závodní činnosti působil jako trenér. Jeho ženou byla Miloslava Rezková, bývalá atletka, která se rovněž specializovala na skok do výšky. V roce 1968 se stala olympijskou vítězkou a o rok později mistryní Evropy.